# 노희봉
노희봉(? ~ ?)은 조선의 환관으로, 태종의 직속 내관이다.